# Linia kolejowa 140 Cegléd – Segedyn
Linia kolejowa Cegléd – Segedyn – główna linia kolejowa na Węgrzech. Jest to linia jednotorowa, w całości zelektryfikowana, sieć jest zasilana prądem przemiennym 25 kV 50 Hz.

## Historia
Linia została oddana do użytku 4 marca 1854 roku, jest to jedna z pierwszych linii na Węgrzech.